# Coca-Cola

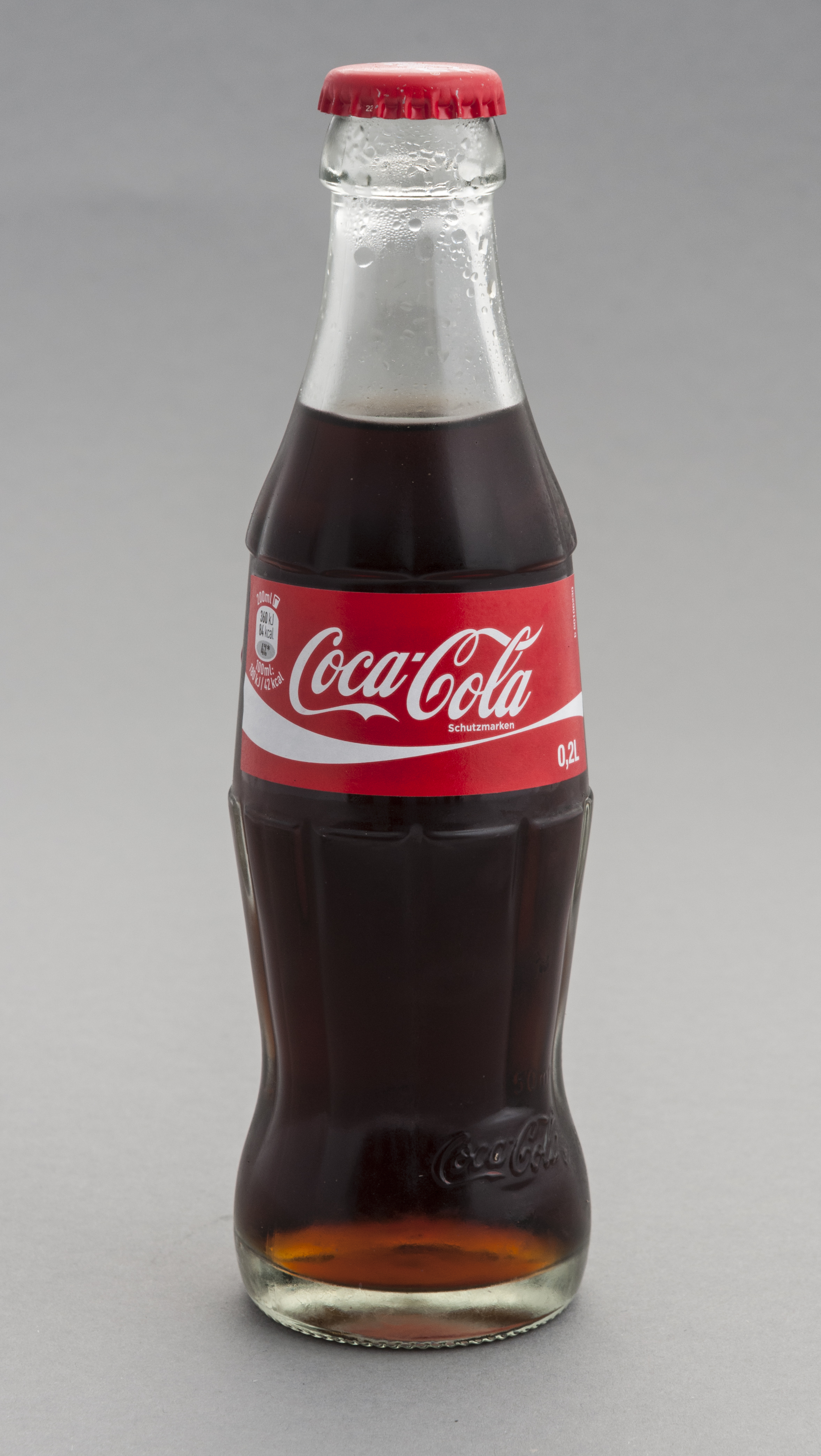
Coca-cola

Coca-Cola (w USA, Kanadzie, Australii i Wielkiej Brytanii znana jako Coke) – marka napoju gazowanego przedsiębiorstwa The Coca-Cola Company. Powstała pod koniec XIX wieku i jest jedną z najpopularniejszych i najbardziej rozpoznawalnych marek na świecie. Od 1960 roku kształt butelki jest prawnie zastrzeżony. Coca-Cola jest jedną z ikon kultury masowej XX wieku, jak również jednym z symboli Stanów Zjednoczonych.

## Historia

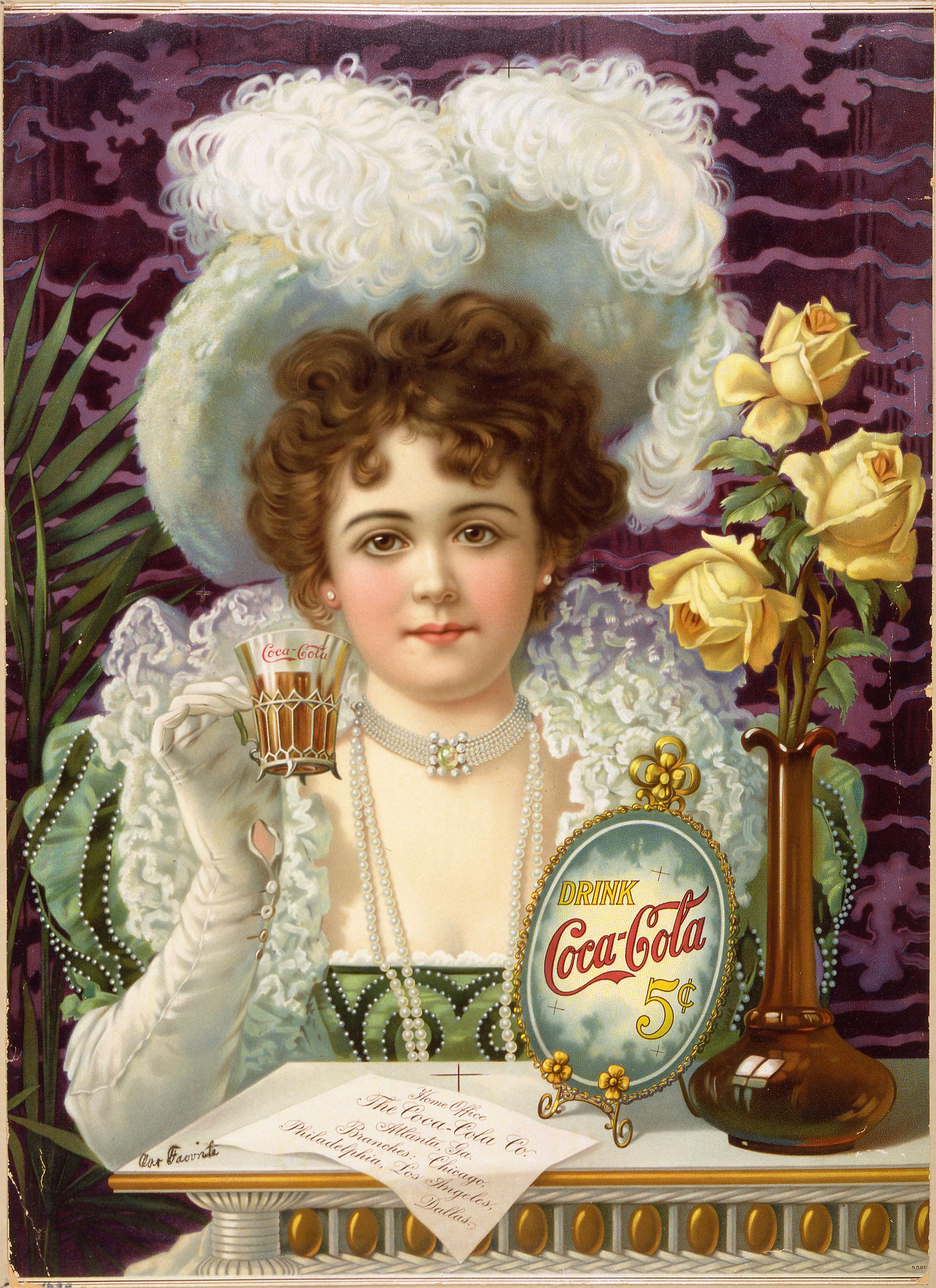
Reklama Coca-Coli z 1900 roku przedstawiająca Hildę Clark

Oryginalna receptura coca-coli została opracowana przez Johna S. Pembertona, farmaceutę z Atlanty. Był to jego drugi napój na bazie liści koki i orzechów koli (pierwszy nosił nazwę Pemberton’s French Wine Coca). Sprzedaż rozpoczął 8 maja 1886 r. na ulicy, mieszając wytworzony przez siebie koncentrat z wodą sodową, w cenie 5 centów za szklankę. Początkowo sprzedaż coca-coli nie była rentowna, jednak po przejęciu jej przez Asę Candlera (który w 1893 roku zarejestrował oficjalnie markę) i jego sprawnym zabiegom marketingowym napój stał się hitem, a zyski ze sprzedaży osiągnęły 50 mln USD w 1912 roku. Po śmierci Candlera w 1919 przedsiębiorstwo przeszło w ręce bankiera, Ernesta Woodruffa, a później w ręce jego syna, Roberta Woodruffa, który kierował spółką do śmierci w 1985 roku.
W 1906 roku rozpoczęła się ekspansja przedsiębiorstwa poza Stany Zjednoczone. Coca-cola trafiła m.in. na Kubę i do Panamy.
Coca-cola pojawiła się w butelkach w 1894 roku za sprawą dwóch przedsiębiorców, którzy otrzymali od Asy Candlera prawa do rozlewania napoju za cenę symbolicznego jednego dolara. W 1955 roku Coca-Cola pojawiła się także w puszkach.
Napój trafił nawet do Chińskiej Republiki Ludowej, gdzie w 1978 roku władze państwowe zezwoliły na jego sprzedaż.
W 1985 roku przedsiębiorstwo próbowało zmienić formułę napoju, wprowadzono ją na rynek, jednak na skutek protestów przywrócono poprzednią recepturę Coca-Coli i sprzedawano równocześnie pod nazwą „Coca-Cola Classic”. Ostatecznie nowa formuła napoju nie przyjęła się i produkcja została wstrzymana.
W 2009 roku wprowadzono automat Coca-Cola Freestyle.

## Warianty

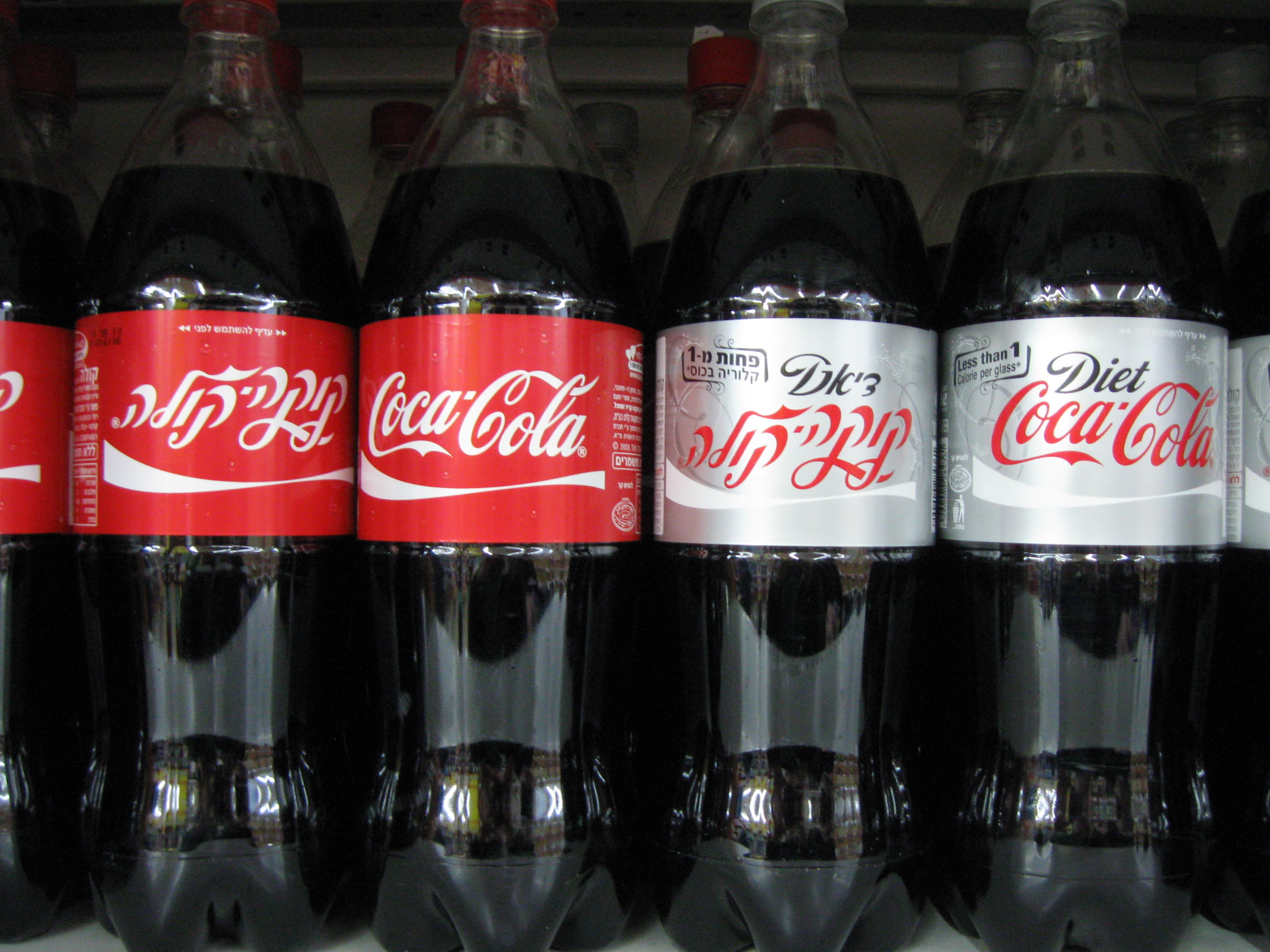
Coca-Cola w wersji zwykłej i light w Izraelu

### Dostępne
- Coca-Cola  – klasyczna wersja napoju.
  - Coca-Cola Cherry – wersja napoju o smaku wiśniowym.
  - Coca-Cola Vanilla – wersja napoju o smaku waniliowym.
  - Coca-Cola Georgia Peach – wersja napoju o smaku brzoskwiniowym.
  - Coca-Cola California Raspberry – wersja napoju o smaku malinowym.
  - Coca-Cola Lime – wersja napoju o smaku limonki.
- Caffeine Free Coca-Cola – odmiana niezawierająca kofeiny.
- Caffeine Free Diet Coke – niskokaloryczna odmiana niezawierająca kofeiny.
- Diet Coke – niskokaloryczna, klasyczna wersja napoju.
  - Diet Coke Zesty Blood Orange – niskokaloryczna wersja napoju o smaku pomarańczowym.
  - Diet Coke Feisty Cherry – niskokaloryczna wersja napoju o smaku wiśniowym.
  - Diet Coke Twisted Mango – niskokaloryczna wersja napoju o smaku mango.
  - Diet Coke Ginger Lime – niskokaloryczna wersja napoju o smaku limonki i imbiru.
  - Diet Coke Lime – niskokaloryczna wersja napoju o smaku limonki.
- Coca-Cola Life – niskokaloryczna wersja napoju, słodzona stewią.
- Coca-Cola Raspberry Zero – niskokaloryczna wersja o smaku malinowym.
- Coca-Cola Zero – niskokaloryczna, bezcukrowa wersja o smaku zbliżonym do oryginalnej Coca-Coli.
  - Coca-Cola Cherry Zero – niskokaloryczna wersja napoju o smaku wiśniowym.
  - Coca-Cola Peach Zero – niskokaloryczna wersja napoju o smaku brzoskwiniowym, dostępna w Polsce od 2019.
- Coca-Cola Light – coca-cola bez cukru, o smaku nieco innym niż oryginalny napój. Była dostępna w Polsce w latach 1993–2016. Nadal oferowana na innych rynkach.
- Coca-Cola Energy – napój energetyczny Coca-Cola.
- Coca-Cola Clear – jest zupełnie pozbawiona koloru, ma zero kalorii i wyraźny smak cytryny.

### Wycofane
- Coca-Cola Black Cherry Vanilla – wersja o smaku waniliowo-wiśniowym.
- Coca-Cola Black – wersja o smaku kawowym.
- Coca-Cola C2 – wersja o zmniejszonej ilości kalorii, węglowodanów i cukru
- Coca Cola Light Plus – niskokaloryczna coca-cola z dodatkowymi witaminami i minerałami.
- Coca-Cola with Raspberry – coca-cola z dodatkiem malin.
- New Coke – wersja, która miała zastąpić oryginalną coca-colę.
- Coca-Cola Light Sango – niskokaloryczna wersja o smaku czerwonej pomarańczy[3].
- Coca-Cola with Lemon – coca-cola z dodatkiem cytryny.
- Coca-Cola Citra – wersja o smaku cytrusowym.
- Coca-Cola Orange – coca-cola z dodatkiem pomarańczy.
- Coca-Cola Zero Caffeine Free – niskokaloryczna cola, bez dodatku kofeiny.

## Coca-Cola w Polsce

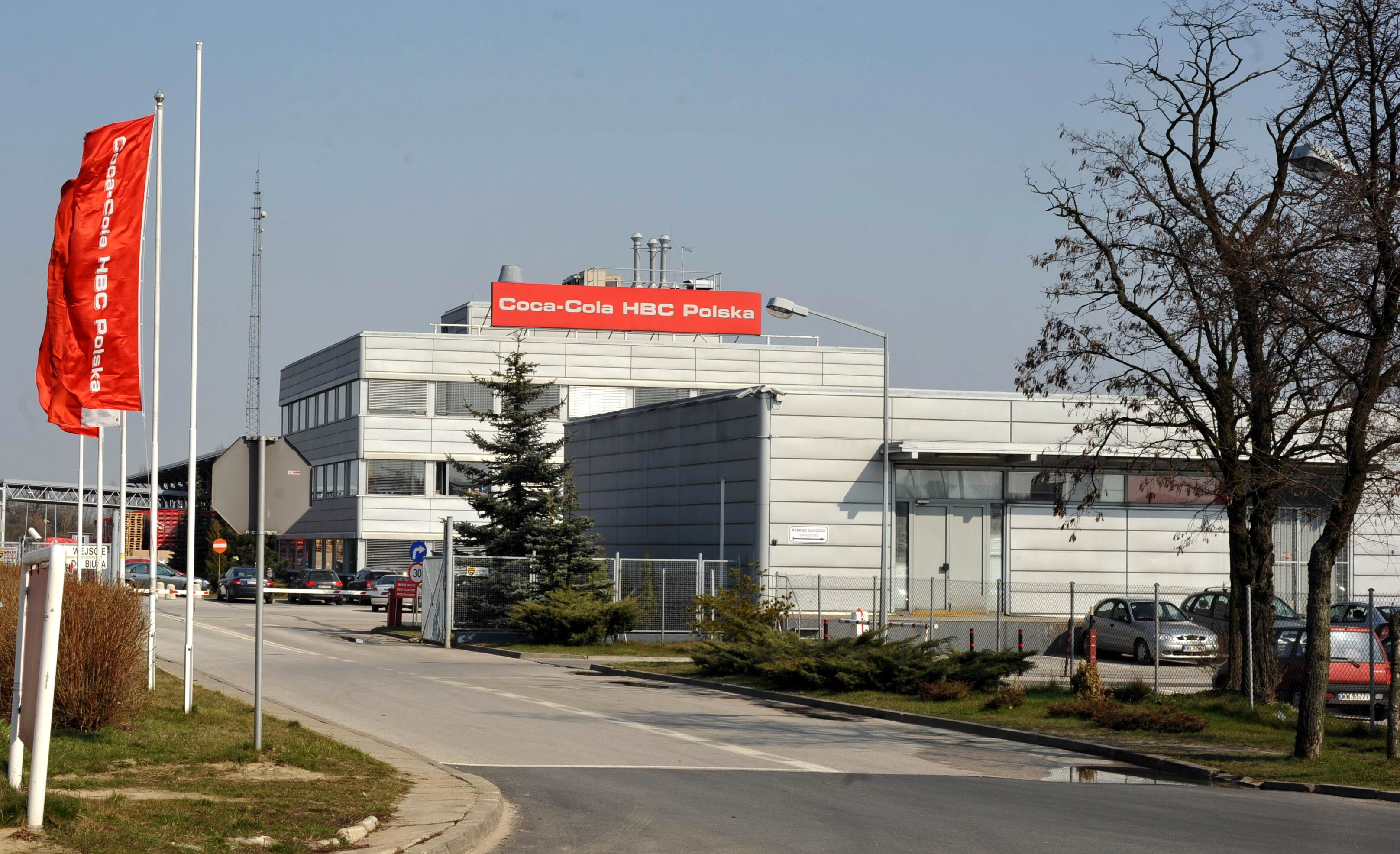
Zakład Coca-Cola w Warszawie

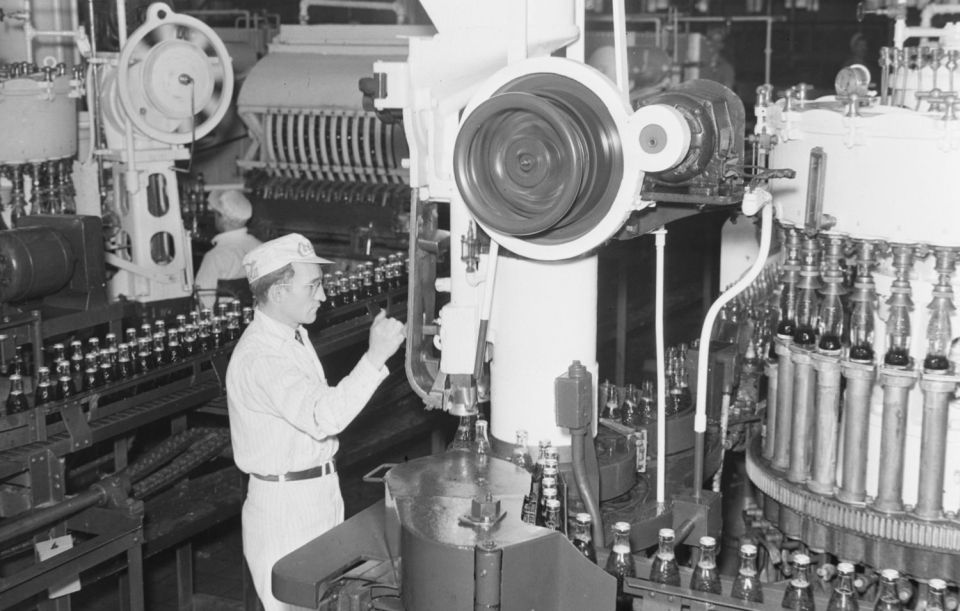
Butelkowanie coca-coli w kanadyjskiej fabryce (1941)

Coca-Cola pojawiła się w Polsce tuż przed II wojną światową i była oferowana w warszawskiej Adrii.
Napój został wstępnie zaprezentowany na Targach Poznańskich w 1957 roku. W tym czasie Coca-Cola była otwarta na uruchomienie produkcji w Polsce. Miała być wytwarzana w przedsiębiorstwie pn. Polskie Zakłady Coca-Coli na Podstawie Oryginalnej Licencji w Gdańsku. Polska miała mieć prawo do eksportu Coca-Coli do innych krajów Bloku Wschodniego, w tym Związku Radzieckiego. Zapłata miałaby następować w eksporcie gotowego produktu, a także w produkcji i eksporcie oryginalnych szklanych butelek Coca-Coli do Stanów Zjednoczonych i krajów Europy Zachodniej. Mimo poparcia władz wojewódzkich i komitetu przeciwalkoholowego polskie władze centralne zablokowały projekt z różnych przyczyn (np. konieczność ustalania ze stroną zagraniczną osób w zarządzie przedsiębiorstwa).
Dostępność coca-coli była więc ograniczona w następnych latach wyłącznie do sklepów walutowych. W 1972 roku dzięki umowie między władzami PRL a koncernem rozpoczęto produkcję w kraju i zwiększono dystrybucję. Coca-cola produkowana była na amerykańskiej licencji przez Browary Warszawskie oraz Górnośląskie Zakłady Piwowarskie w Zabrzu i Tychach. Obecnie produkcja napoju odbywa się w dwóch zakładach: w Staniątkach (koło Niepołomic, kilkanaście kilometrów od Krakowa) i w Radzyminie (koło Warszawy). Do Coca-Cola HBC Polska należy również rozlewnia wód butelkowanych w Tyliczu. Łącznie zakłady zatrudniają ponad 2800 pracowników, a od 1991 roku inwestycje w Polsce przekroczyły 500 mln dolarów. Zakłady Przemysłu Bawełnianego „Frotex” w Prudniku produkowały ręczniki promocyjne dla Coca-Coli.
Coca-Cola w latach 2017–2020 zamierza przeznaczyć kolejne fundusze na rozwój swojego oddziału i prowadzonych działań w Polsce. Tym razem na polski rynek trafi 500 milionów złotych, których inwestycja ma pomóc w uzyskaniu jeszcze większego wzrostu sprzedaży.

## W kulturze – krytyka Coca-Coli
W połowie lat 50. polska prasa nazywała Coca-Colę stonką ziemniaczaną w płynie.
Polski poeta Adam Ważyk w socrealistycznym okresie swojej twórczości poświęcił coca-coli wiersz Piosenka o Coca-Cola. Krytycznie odnosił się do coca-coli także Julian Tuwim.
Ola Synowiec w książce Dzieci szóstego słońca. W co wierzy Meksyk (Wydawnictwo Czarne, 2018) poświęciła jeden z reportaży problemom społecznym i środowiskowym, jakie powoduje Coca-Cola wśród rdzennych społeczności w stanie Chiapas w Meksyku.